# Wanda Krawczonok
Wanda Krawczonok (lit. Vanda Kravčionok; ur. 6 sierpnia 1969 w rejonie wileńskim) – litewska działaczka polityczna i samorządowa narodowości polskiej, była posłanka na Sejm Republiki Litewskiej (2012–2020), radna Wilna.

## Życiorys
W 1987 ukończyła Gimnazjum im. Adama Mickiewicza w Wilnie, studiowała później na Akademii Humanistyczno-Ekonomicznej w Łodzi. Do 1991 pracowała w przedsiębiorstwie informatycznym. Zaangażowała się w działalność Związku Polaków na Litwie i Akcji Wyborczej Polaków na Litwie. W latach 1994–1997 pełniła funkcję sekretarza ZPL, była skarbniczką i sekretarzem AWPL, w 2012 została wiceprzewodniczącą partii. W 2001 została asystentką posła Waldemara Tomaszewskiego, a w 2004 doradcą mera rejonu wileńskiego. W 2007 i 2011 uzyskiwała mandat radnej Wilna, objęła stanowisko przewodniczącej frakcji swojego ugrupowania.
W wyborach parlamentarnych w 2012 startowała z 5. miejsca listy krajowej AWPL, w głosowaniu otrzymała 2. wynik wśród kandydatów tego ugrupowania, uzyskując tym samym mandat poselski. W 2016 z powodzeniem ubiegała się o poselską reelekcję. W Sejmie zasiadała do 2020; w 2023 ponownie wybrana na radną Wilna.